# Hendrik van den Corput
Hendrik van den Corput, ook soms van de Cornput of Corputius (Breda 26 mei 1536 - Dordrecht 22 augustus 1601) was een zestiende-eeuwse humanistische geleerde, theoloog en hervormd predikant.

## Levensloop
Hendrik van den Corput was een zoon van Johannes van den Corput, griffier en nadien burgemeester van Breda, en van Anthonia Montens.
Hij volgde lessen in de school van Johannes Otho in Gent in de jaren 1550 en bevond er zich met medestudenten die hij later nog zou ontmoeten, zoals Karel Utenhove en zijn broers, Bonaventura Vulcanius en zijn toekomstige schoonbroer Henricus Smetius. Hij studeerde vervolgens rechten in Leuven en vestigde zich als advocaat in Breda. Hij voegde zich daar tamelijk vroeg bij de reformatie en werd ouderling in de plaatselijke kerk.
De komst van Alva deed hem op de vlucht slaan. Op 17 september 1567 verliet hij Breda met zijn gezin en zijn ouders. Ze trokken eerst naar Duisburg, vervolgens naar Lemgo in Lippe-Detmold. Nadat zijn vader daar op 26 februari 1569 was overleden, trok hij met zijn moeder naar zijn zus en zijn schoonbroer Henricus Smetius in Heidelberg. Vanaf 1573 begon hij zich aan het Collegium Sapientiae en vervolgens aan de Universiteit van Heidelberg toe te leggen op theologie. Eenmaal afgestudeerd werd hij predikant. Hij stond eerst in Hochum in de Palts (1574), vervolgens in Frankenthal (1576) om in 1578 naar Dordrecht te verhuizen. Hij werd er predikant en bleef dit tot aan zijn dood. Met korte tussenpozen ging hij ook in andere steden prediken: in 1579 in Breda, in 1593 in Utrecht en in 1599 in Hoorn.
Van de Corput werd een invloedrijk man wanneer het er op aankwam moeilijkheden of bezwaren uit de weg te ruimen onder geloofsgenoten. Bij allerlei geschillen werd op zijn bedachtzaam oordeel een beroep gedaan. Daarnaast was hij ook belangrijk in het uitbouwen van het kerkelijk leven. In 1581 werd hij door de Nationale Synode opgenomen in het 'moderamen' waar hij de opdracht kreeg de armenverzorging te ordenen. Men vroeg hem ook om, samen met Thomas Tilius, de oorsprong van de Confessie op te zoeken.
Het gewest Holland gaf hem van haar kant de opdracht om alle stukken te verzamelen die voor het te boek stellen van het meest gedenkwaardige in de kerkelijke geschiedenis zou van nut zijn. Op last van de Synode van 1588 kreeg hij ook nog opdracht om samen met drie anderen een nieuwe Bijbelvertaling te gaan voorbereiden. In het daaraan voorafgaande jaar behoorde hij tot de twaalf predikanten, die - met de hoogleraar Adrianus Saravia - door de Staten van Holland in Den Haag werden ontboden voor een conferentie over zaken die de welstand in land en kerk betroffen. Ten slotte werd hij ook nog geraadpleegd betreffende de verhoudingen tussen kerk en staat die moesten worden geregeld. Door de Synode van 1589 werd hij, samen met Thomas Tilius, Arnoldus Cornelius en Libertus Fraxinus aangewezen voor de beoordeling van een aantal pamfletten tegen de wederdopers die de Synode zich voornam te publiceren.
Het is duidelijk dat Hendrik Van den Corput een belangrijke plaats innam in de zich ontwikkelende protestantse gemeenschap en dat de gereformeerde kerken veel aan hem te danken hadden. Het is tevens duidelijk dat hij vanaf zijn jeugd en in de brede kring van familieleden in grote mate door gelijkgezinden omringd werd.

## Publicaties
Corput heeft zelf ook gepubliceerd.
- Met Arnoldus Cornelius gaf hij een geschrift uit tegen Caspar Coolhaes, Corte antwoorde op de valsche beschuldinghen end' blameringhen van Caspar Coolhaes (Delft 1600).
- In dezelfde zaak-Coolhaes schreef hij ook al in 1582 een boek, dat vermoedelijk als titel droeg: Cort eenvoudich en waerachtich verhael waeromme Caspar Coolhaes, predicant gheweest sijnde binnen Leyden, eyntelick den 25en Martii ao 1582 bij den Synode provinciael van Hollandt van der Kercke Christi is gheexcommuniceert (Dordrecht 1582).
- In 1591 publiceerde hij een vertaling van Jeremias Bastingius' Catechismus-verklaring, onder de titel: Verclaringe op den Catechisme der Christelicker Religie.

## Familie en nageslacht
Hendrik Van den Corput was tweemaal getrouwd. Eerst, in 1562, met Adrienne van Aerts of Adriana van Bregt (11 maart 1546 - Dordrecht 24 maart 1584) en vervolgens in 1585 met Heylwig Heymans, dochter van Andreas Heymans en Alix Kolff. Na zijn dood trouwde ze opnieuw, met Libertus Fraxinus, predikant in Brielle, en daar 10 september 1610 begraven.
Kinderen uit het eerste huwelijk waren:
- Johanna Van den Corput (Breda 7 februari 1565 - 1602), in 1587 getrouwd met de burgemeester van Dordrecht Melchior van den Brouk.
- Abraham Van den Corput (1567-1597)
- Isaac Van den Corput (Breda 30 januari 1569 - 6 oktober 1599) die in Heidelberg studeerde, daarna predikant werd in Westmaas en Papendrecht, van 1592 tot 1595 in Breda, om nadien mede-rector van de Latijnse school te zijn. In oktober 1597 trouwde hij met Alith de Witt, een dochter van burgemeester Jacob de Witt en Elizabeth Heymans. Na zijn dood hertrouwde zij in 1603 met predikant Balthasar Lydius.
- Jacob Van den Corput (1 maart 1574 - 7 september 1658) werd raad bij de Admiraliteit in Rotterdam, gecommitteerde bij de Staten van Holland en West-Vriesland en burgemeester van Dordrecht. Hij trouwde met Judith Ruysch en in tweede huwelijk met Judith Berk
- Elizabeth Van den Corput (Frankenthal 21 januari 1578 - 1606) trouwde in 1602 met Gerardus Vossius (1577-1649) en ze kregen drie kinderen

Kinderen uit het tweede huwelijk waren:
- Andreas Johannes Van den Corput, (Dordrecht 18 januari 1592 - Alblasserdam 1656) werd in 1611 ingeschreven als theologisch student in Leiden. In 1619 werd hij predikant, eerst in Cillaarshoek (1619-1627), daarna in Alblasserdam, waar hij in 1655 emeritus werd alvorens er te sterven. Op 6 juni 1621 was hij getrouwd met Maria Stoutenburg en na haar dood, op 27 juni 1628 met Cornelia Cool.
- Anna Van den Corput, (17 oktober 1593 - 14 juni 1619) was getrouwd met Gerard Theeus van Aken, en stierf in het kinderbed bij de geboorte van hun dochter Anna.

De broers en zussen van Hendrik Van den Cornput waren:
- Bartholomeus van den Corput, in 1581, bij de inneming van Breda ontvlucht, in 1587 woonachtig te Dordrecht, evenals nog in 1592, en toen reeds een oud man, maar toch in 1602 nog in leven, vermoedelijk zelfs nog in 1606, en dan wonend te Alkmaar, in de St. Jacobsstraat. Zijn dochter Antonia trouwde met Thomas Bull.
- Antonius van den Corput
- Hendrik Van den Corput
- Johan Van den Cornput, (1542-1611) vestingbouwkundige, die vooral naam verwierf door zijn dappere verdediging van Steenwijk, in 1580 en 1581, tegen Rennenberg.
- Nicolaas Van den Corput, secretaris van Breda, wiens dochter Hester de vrouw is geweest van de historicus Emanuel van Meteren. Hij vluchtte rond 1581 naar Londen, waar hij in 1586 trouwde met Gheertruyt van Mechelen uit Retie, weduwe van Andries.
- Johanna Van den Corput, trouwde met Henricus Smetius a Leda.
- Elisabeth Van den Cornput, (Breda juli 1552 - Heidelberg 12 apr. 1587) was de eerste vrouw van de beroemde Franciscus Junius (1545-1602) en kreeg vier kinderen. Hun dochter, Elizabeth Junius (1578-1606) trouwde in 1602 met de vermaarde Gerardus Johannes Vossius, rector van de Latijnse school in Dordrecht en ze hadden drie kinderen. Hij hertrouwde in 1607 met Elisabeth Junius (1585-1659) en ze kregen negen kinderen.

Hendrik Van den Corput was dus nauw verwant met verschillende bekende tijdgenoten uit de reformatorische kringen.